# Conodale

Diagramma di fase di un sistema bifase liquido-solido; le conodali corrispondono in questo caso alle linee orizzontali tratteggiate.

In termodinamica, una linea conodale (o semplicemente conodale o tie-line) è una curva isoterma (cioè relativa a stati termodinamici aventi la stessa temperatura) rappresentativa delle composizioni di un sistema bifase (ad esempio un sistema gas-liquido).
Nei diagrammi che riportano la temperatura in ordinata (ad esempio un digramma composizione-temperatura o entalpia-temperatura) le conodali sono rappresentate da segmenti orizzontali i cui estremi si trovano sulle curve di equilibrio del sistema in esame. In particolare:
- nel diagramma di stato di un sistema bifase liquido-solido un estremo della conodale si trova sulla curva di solidus, mentre l'altro estremo si trova sulla curva di liquidus;
- nel diagramma di stato di un sistema bifase gas-liquido un estremo della conodale si trova sulla curva di liquidus, mentre l'altro estremo si trova sulla curva di vaporus.

A partire dalla linea conodale, attraverso la regola della leva, è possibile ricavare la composizione delle due fasi che costituiscono il sistema in questione.